# Reforma da Previdência do governo Jair Bolsonaro
Também chamada de Nova Previdência, a reforma da Previdência do governo Jair Bolsonaro entrou em vigor com a publicação da Emenda Constitucional nº 103 no Diário Oficial da União, em 13 de novembro de 2019.
Em 20 de fevereiro de 2019, o presidente Jair Bolsonaro entregou pessoalmente ao Congresso a proposta da reforma da previdência elaborada pela equipe do Ministério da Economia, chefiada por Paulo Guedes.
Em maio, o governo lançou uma campanha publicitária pela reforma da Previdência sob o slogan Nova Previdência. Pode perguntar.
No dia 23 de outubro de 2019, o Senado do Brasil aprovou o texto-base da reforma da previdência por 60 votos a 19.

## Proposta

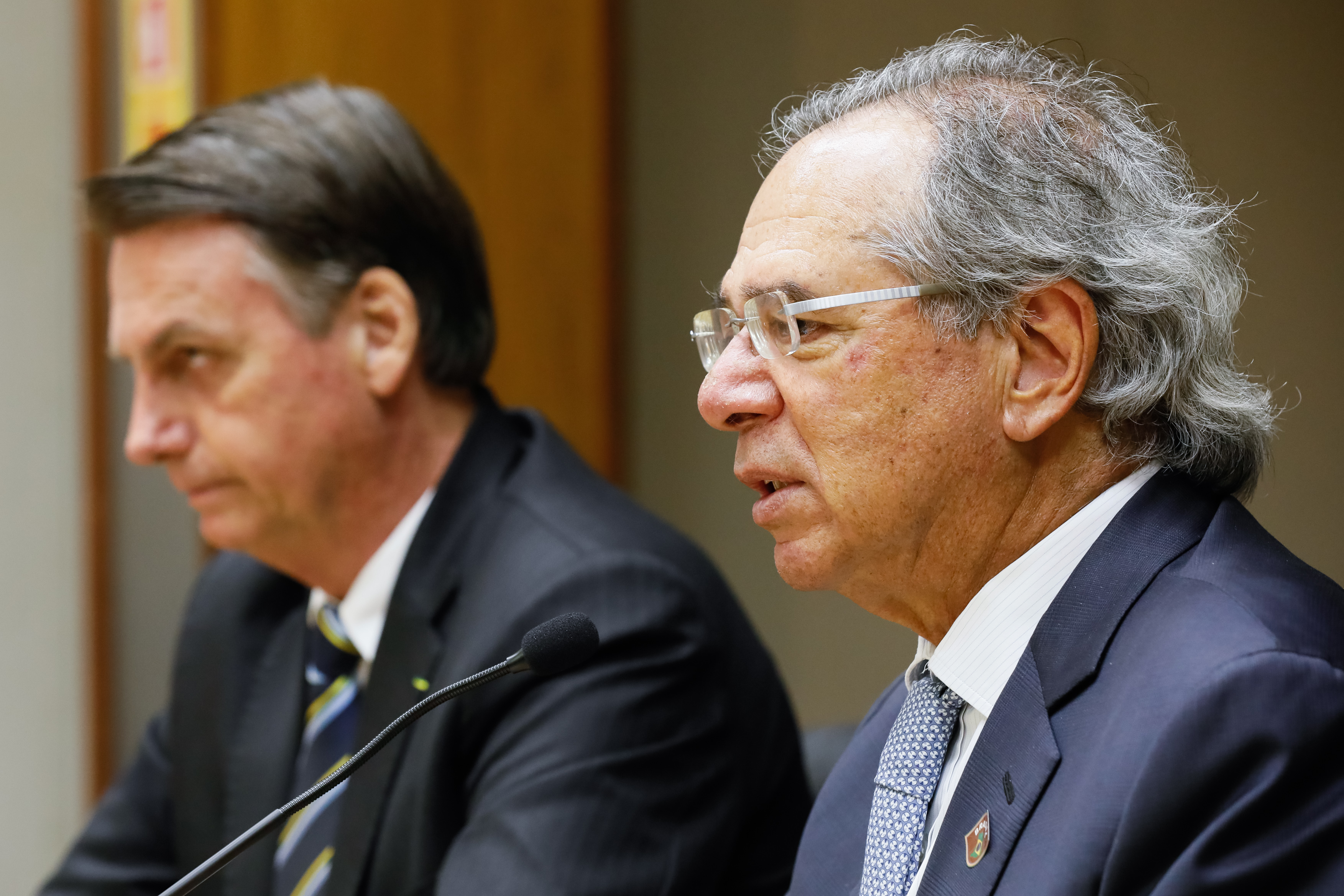
Bolsonaro com Paulo Roberto Nunes Guedes, o Ministro da Economia do governo Bolsonaro, em reunião.

Entre outros pontos, a reforma acaba com a possibilidade de aposentadoria por tempo de contribuição, e torna obrigatória a aposentadoria por idade mínima, tanto no setor público federal, inclusive de integrantes do judiciário, do legislativo e políticos, quanto no setor privado urbano (a aposentadoria de trabalhadores rurais não sofreu alterações). Antes da reforma, servidores e trabalhadores da iniciativa privada poderiam se aposentar, ou por tempo de contribuição ou pela idade mínima. Para ter direito a aposentadoria por tempo de contribuição o servidor ou trabalhador do setor privado teria de contribuir, durante sua vida, por 35 anos (homens) ou 30 anos (mulheres), caso contrário, a aposentadoria se daria pela regra de idade; entretanto, servidores, por terem estabilidade no emprego, tinham mais facilidade em contribuir o tempo necessário para fazer jus a aposentadoria por tempo de contribuição, fazendo com que a maior parte destes se aposentassem mais jovens que trabalhadores da iniciativa privada. Além disso, mesmo que a aposentadoria do servidor público se desse pela idade mínima, essa idade era menor no setor público do que no setor privado: de 60 anos para homens e 55 anos para mulheres (para servidores), enquanto no setor privado era 65 anos (homens) e 60 anos (mulheres); após a reforma, independentemente se o trabalhador é servidor público, político ou trabalhador da iniciativa privada, homens passam a se aposentar aos 65 anos e mulheres aos 62 anos de idade, e, como dito anteriormente, é extinta a possibilidade de aposentadoria por tempo de contribuição. As regras valem para todos os que começarão a trabalhar após a aprovação da reforma e não valem para quem se aposentou antes da aprovação da medida. Haverá regra de transição para quem já está no mercado de trabalho. O governo apresentou um projeto separado com mudanças na aposentadoria dos militares.

### Regime de capitalização
Um dos pontos cruciais da reforma foi a proposta de transição do regime de repartição para um regime de capitalização. No regime de repartição, os trabalhadores que contribuem para a previdência estão, na verdade, pagando a aposentadoria de quem já está aposentado. No regime de capitalização, cada trabalhador é responsável por contribuir para sua própria previdência, de certo modo, como uma poupança. Tal poupança seria gerida por entidades públicas e privadas, de acordo com a escolha do trabalhador. Paulo Guedes se espelhou no modelo previdenciário chileno, no qual o dinheiro é administrado por empresas privadas que, por sua vez, podem investir no mercado financeiro. O regime chileno foi implementado em 1980 durante a ditadura de Augusto Pinochet, sendo um dos primeiros países a adota-lo. Porém, os resultados mostraram-se insatisfatórios. A imensa maioria dos chilenos recebia pouco mais da metade de um salário mínimo.

## Tramitação no Congresso Nacional

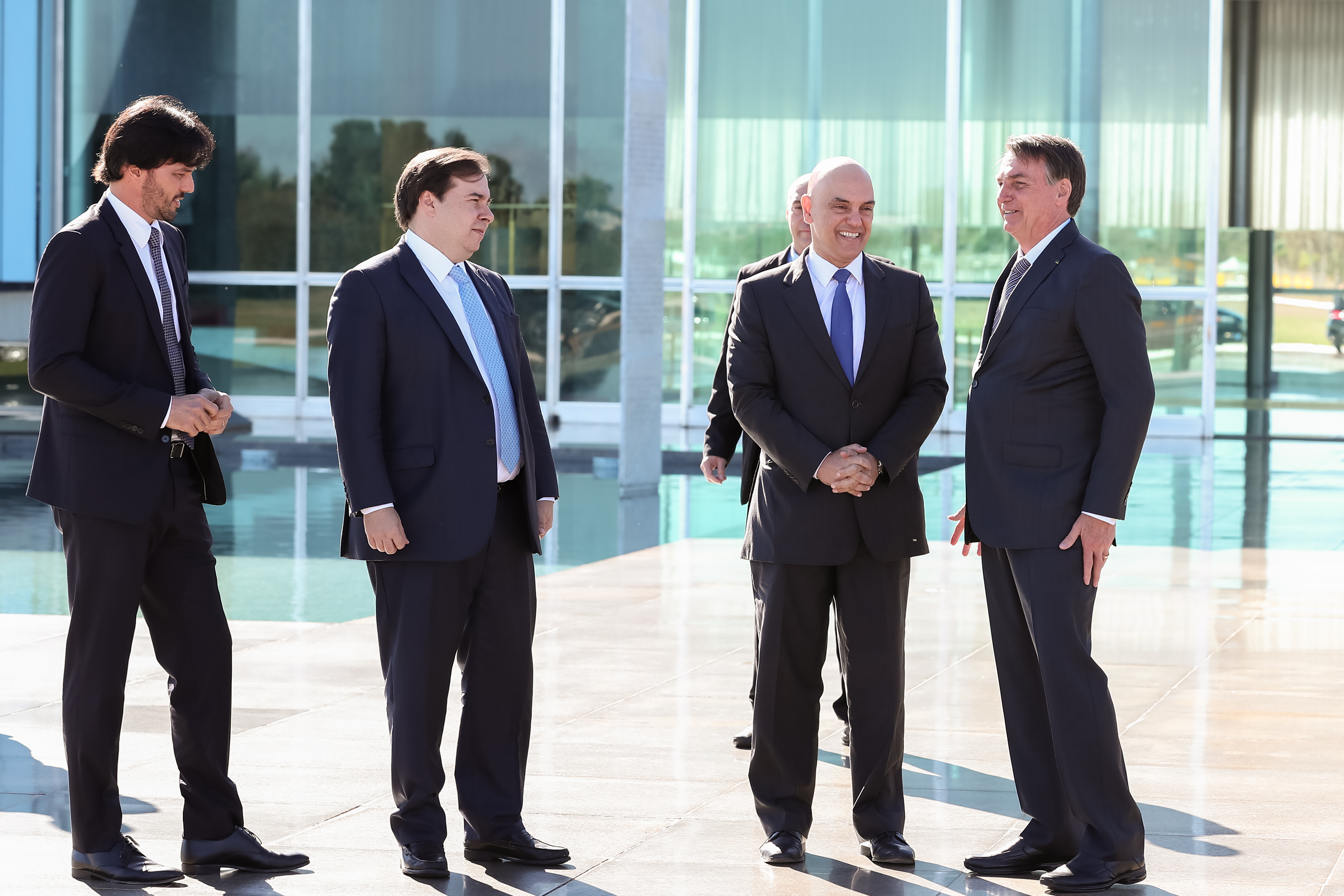
Da direita para a esquerda: presidente da República Jair Bolsonaro, Alexandre de Moraes (ministro do Supremo Tribunal Federal), Rodrigo Maia (presidente da Câmara dos Deputados) e Fábio Faria (deputado federal) em 7 de agosto de 2019.

A proposta da Reforma da Previdência ficou estagnada por um tempo no Congresso, desde sua apresentação em fevereiro, contribuindo para a crise política e econômica do começo do governo.
No dia 6 de agosto, a Câmara dos Deputados aprovou em segundo turno, por 370 votos a favor, 124 contra e uma abstenção, o texto base da reforma. Esse texto não continha uma das principais propostas do governo, que era a transição do regime de repartição para um regime de capitalização. O texto-base aprovado foi igual ao aprovado no primeiro turno, em 10 de julho, quando 379 deputados votaram a favor e 131 contra.
No dia 7 de agosto, os deputados federais rejeitaram todos os oito destaques que pretendiam mudar o texto base da reforma, logo, o plenário da Câmara dos Deputados concluiu a votação em segundo turno e o texto da reforma da previdência foi formalmente enviado ao Senado Federal.
No dia 22 de outubro, o Senado aprovou em segundo turno o texto-base da reforma, por 60 votos a 19. Por se tratar de uma Proposta de Emenda à Constituição (PEC), o texto precisa ser aprovado duas vezes, tanto na Câmara quanto no Senado. O texto fora aprovado em primeiro turno no Senado no dia 2 do mesmo mês, por 56 votos a 19. Também por ser uma PEC, o texto não precisa ser aprovado pelo presidente da República, Jair Bolsonaro, precisando apenas ser promulgado pelo Congresso, o que ocorreu em 12 de novembro de 2019.

## Mudanças
A reforma da Previdência trouxe uma série de modificações ao sistema previdenciário brasileiro, estabelecendo novas idades de aposentadoria, novo tempo mínimo de contribuição e regras de transição para quem já é segurado, dentre outras mudanças. 

#### Idade mínima e tempo de contribuição
A Emenda Constitucional n° 103/2019 implementou mudanças no Regime Geral de Previdência Social (RGPS) estabelecendo uma nova idade mínima para aposentadoria, passando a exigir, das mulheres, pelo menos 62 anos de idade e 15 anos de contribuição; e dos homens, 65 anos de idade e 20 anos de contribuição. Para os homens que já estavam filiados ao RGPS antes de a EC n° 103/2019 entrar em vigor, o tempo de contribuição mínimo permanecerá em 15 anos.
Também foram implementadas mudanças no Regime Próprio de Previdência Social (RPPS) da União dos servidores públicos federais, que para se aposentarem, deverão ter 62 anos de idade no caso das mulheres e 65 anos para os homens, com pelo menos 25 anos de contribuição, 10 anos de serviço público e 5 anos no cargo em que se dará a aposentadoria. A reforma do RPPS dos estados e municípios deve se dar mediante emenda às respectivas Constituições e Leis Orgânicas.
A aposentadoria dos professores se dará aos 25 anos de contribuição e idade mínima de 57 anos, para as mulheres, e de 60 anos para os homens, comprovando-se, exclusivamente, tempo de efetivo exercício nas funções de magistério na educação infantil, no ensino fundamental ou no ensino médio.
A regra geral estabelecida para os policiais, tanto homens quanto mulheres, determinou a idade mínima de 55 anos de idade, desde que tenham 30 anos contribuição e 25 anos de efetivo exercício da função. Essa regra também abrange os cargos de agente penitenciário, agente socioeducativo, policial legislativo, policial federal, policial rodoviário federal, policial ferroviário federal e policial civil do Distrito Federal.
Foram mantidos o tempo de contribuição de 15 anos e as idades mínimas de aposentadoria de 55 anos para as mulheres e de 60 anos para os homens para a aposentadoria de trabalhadores rurais.

#### Cálculo do benefício
Também houve mudanças no cálculos dos benefícios. Atingidos a idade e o tempo de contribuição mínimos, os trabalhadores do RGPS poderão se aposentar com 60% da média de todas as contribuições previdenciárias efetuadas desde julho de 1994. A cada ano a mais de contribuição além do mínimo exigido (15 ou 20 anos, conforme o caso), serão acrescidos dois pontos percentuais aos 60%. Dessa forma, para se atingir o direito à aposentadoria no valor de 100% da média de contribuições, as mulheres precisarão contribuir por 35 anos e os homens, por 40 anos. O cálculo não  levará mais em conta as 80% maiores contribuições efetuadas desde julho de 1994 e sim todas as contribuições efetuadas desde esse período.
O cálculo do benefício dos servidores públicos federais que ingressaram na carreira a partir de 1° de janeiro de 2004 seguirá um cálculo semelhante ao do RGPS, com 20 anos de contribuição, 60% da média de todas as contribuições, aumentando dois pontos percentuais a cada ano a mais de contribuição (tanto homens quanto mulheres). O servidores que ingressaram no serviço público até 31 de dezembro de 2003 terão mantidas as regras da integralidade.

#### Alíquotas
A reforma estabeleceu que alíquotas do RGPS e do RPPS da União passam a ser progressivas: 7,5%  (até um salário mínimo), 9% (entre um salário mínimo e R$ 2 mil), 12% (entre R$ 2 mil e R$ 3 mil) e 14% (entre R$ 3 mil e o teto do RGPS) no caso do RGPS. Também foram estabelecidas novas alíquotas pra o RPPS.
As alíquotas dos servidores públicos federais no RPPS da União serão:
- Até um salário mínimo: 7,5%
- Entre um salário mínimo e R$ 2 mil: 9%
- Entre R$ 2 mil e R$ 3 mil: 12%
- Entre R$ 3 mil e o teto do RGPS: 14%
- Entre o teto do RGPS e R$ 10 mil: 14,5%
- Entre R$ 10 mil e R$ 20 mil: 16,5%
- Entre R$ 20 mil e o teto constitucional: 19%
- Acima do teto constitucional: 22%

#### Pensão por morte
A pensão por morte do RGPS e RPPS da União terão pagamento de 50% do valor da aposentadoria acrescido de 10% para cada dependente:
- 1 dependente: 60% da aposentadoria do(a) falecido(a)
- 2 dependentes: 70%
- 3 dependentes: 80%
- 4 dependentes: 90%
- 5 ou mais dependentes: 100%

Os dependentes inválidos ou com deficiência grave receberão pagamento de 100% do valor da aposentadoria no RGPS, sem exceder o teto. No caso de servidores públicos da União, do valor que exceder o teto será pago 50% mais 10% por dependente.
Os cônjuges ou companheiros de policiais e de agentes penitenciários que morrerem por agressão sofrida em decorrência do trabalho terão direito à pensão integral no valor correspondente à remuneração do cargo.

#### Limite e acúmulo de benefício
Nos casos em que a lei permitir acúmulo de benefício, serão pagos 100% do benefício de maior valor a que a pessoa tem direito, mais um percentual da soma dos demais. Esse percentual irá variar conforme o valor do benefício: 100% do valor até um salário mínimo; 60% do valor entre um e dois salários mínimos; 40% do valor entre dois e três salários; 20% entre três e quatro salários mínimos; e 10% do que ultrapassar quatro salários mínimos.

#### Regras de transição
Foram estabelecidas diversas regras de transição para quem já estava no mercado de trabalho. No RGPS: o sistema de pontos, a transição por tempo de contribuição e idade mínima, a transição com fator previdenciário com pedágio de 50%, a transição com idade mínima e pedágio de 100%, a transição da aposentadoria por idade (RGPS). No RPPS da União, a transição por sistema de pontos e idade mínima e a transição com idade mínima e pedágio de 100%

## Manifestações

### Favoráveis
No dia 26 de maio de 2019 foram realizadas manifestações a favor do governo em ao menos 156 cidades nos 26 estados e no DF. Manifestantes usavam roupas nas cores verde e amarelo e carregavam bandeiras do Brasil. As principais pautas defendidas por eles  foram: as reformas ministerial, da previdência e apoio ao pacote anticrime, do ministro Sergio Moro. Dentre as principais cidades que registraram atos, Rio de Janeiro e São Paulo foram as que tiveram o número mais expressivo de manifestantes. Nesta, o acontecimento ocupou cerca de sete quarteirões da Avenida Paulista; naquela, ele se concentrou na Avenida Atlântica, na orla de Copacabana, ocupando o mesmo número de quarteirões. Sobre as manifestações, Bolsonaro afirmou que foram um "recado às 'velhas práticas' que não deixam o povo se libertar". Governadores no Brasil também apoiaram a proposta, principalmente os do Nordeste.

### Contrárias

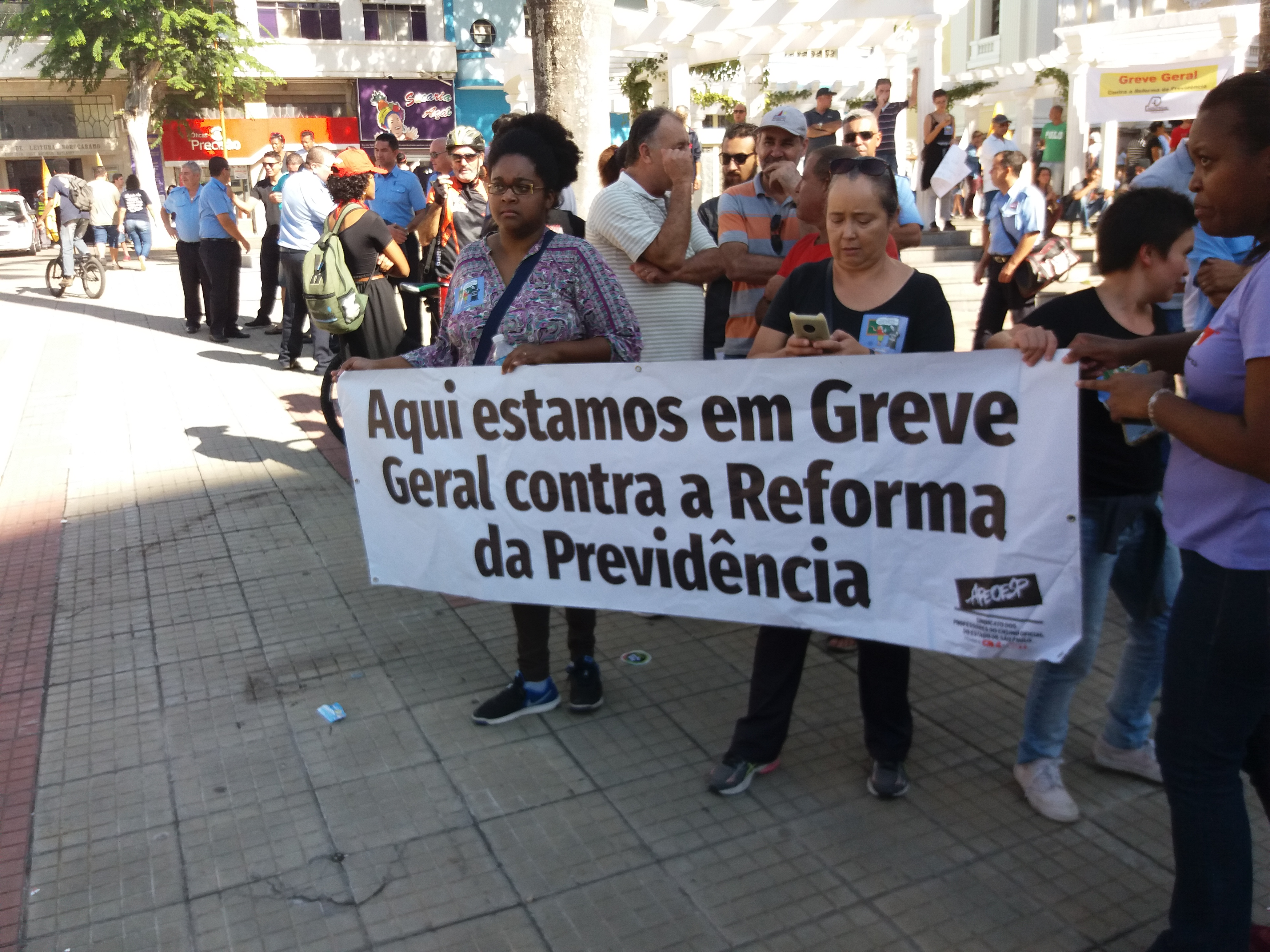
Protesto contra a reforma da Previdência em Sorocaba, São Paulo.

No dia 14 de junho de 2019, ocorreu uma greve geral em todo o país que foi contrária a Reforma da Previdência. Até às 20 horas do dia, 189 cidades de 26 estados e Distrito Federal tinham registrado protesto. A greve foi organizada pela Central Única dos Trabalhadores (CUT), juntamente com Força Sindical, Central Geral dos Trabalhadores do Brasil (CGTB), Central dos Sindicatos Brasileiros (CSB), União Geral dos Trabalhadores (UGT), Nova Central CSP-Conlutas e Intersidical. O exército brasileiro na sua base também protestou contra a reforma.

## Repercussão após aprovação
Comentando no Jornal da Cultura, o economista Samy Dana disse que a valorização da moeda brasileira que ocorreu após a aprovação da reforma foi devido a fatores externos, como os balanços das empresas americanas que foram divulgados no terceiro trimestre que vieram melhor do que esperado, o "aceno" do Reino Unido para sair do Brexit e a intenção da aprovação da reforma da previdência do Brasil. Samy Dana pontuou que a 
reforma é necessária, mas não é suficiente. Tem outras reformas [que estão por vir] (…) A economia do Brasil não precisa melhorar de fato para a bolsa subir. Você trabalha com expectativa.— 
O economista também questionou o fato, que segundo ele foi pouco divulgado pela mídia, é "quem vai pagar a conta" da reforma que tem um orçamento que não fecha: "são os militares, são os servidores públicos, são os privados, são os mais velhos, os mais novos...". Também no Jornal da Cultura, o jornalista Juca Kfouri questionou Samy Dana: 
não são os mais pobres? [Que vão pagar o orçamento] (…) Hoje eu entrevistei o [economista] Eduardo Moreira [que disse que] o governo está dizendo o seguinte: 'olha, nós vamos tomar mais dos ricos do que dos pobres. (Sic) Do orçamento do rico nós vamos tomar 100 mil, dos orçamentos dos pobres nós vamos tomar 3 mil' (…) só que o rico que ganha 200 mil e toma 100 [mil] ele tá muito bem. O pobre que ganha 6 mil, se tomar 3 [mil] ele tá muito mal.— 
Samy Dana respondeu Juca Kfouri, dizendo que ao comparar com "países sustentáveis, a gente ainda tá atrás". Ainda segundo Samy Dana, o Brasil aposenta as pessoas muito cedo e que essa definição de aposentaria por idade varia de país, para país. Samy Dana também acrescentou que esse raciocínio de Eduardo Moreira, não é tão simples. Juca Kfouri também questionou que pode ter sido criada uma "expectativa" que com a aprovação da nova previdência "tudo está solucionado". E que isso pode virar a "decepção" que hoje tem no Chile e na Argentina, que atrapalhou os respectivos governos.